# Урушадзе, Заза Рамазович
Заза Рамазович Уруша́дзе (груз. ზაზა რამაზის ძე ურუშაძე; 30 октября 1965 — 7 декабря 2019) — советский и грузинский кинорежиссёр, сценарист и продюсер.

## Биография
Заза Урушадзе родился 30 октября 1966 года в семье советского футбольного голкипера, игрока сборной СССР Рамаза Урушадзе. В 1982—1988 гг. обучался на режиссерском факультете Тбилисского государственного университета театра и кино им. Шота Руставели. В 2001 году стал председателем Экспертной комиссии Грузинского национального киноцентра, а в 2002—2004 годах был его директором.
7 декабря 2019 года скоропостижно скончался от острого сердечного приступа в Тбилиси.

## Фильмография

### Режиссёр
- 1989 — Им, кого оставили отцы (новелла в киноальманахе «Микстура без рецепта»)
- 1998 — Здесь рассвет
- 2008 — Три дома
- 2011 — Будь со мной
- 2012 — Опекун
- 2013 — Мандарины — был номинирован на премии «Золотой глобус» и «Оскар» в категории «Лучший фильм на иностранном языке»[5] и награждён премией «За лучшую режиссуру» Варшавского кинофестиваля[2].
- 2019 ― Антон: тайна Троцкого и русская революция

### Сценарист
- 1989 — Им, кого оставили отцы (новелла в киноальманахе «Микстура без рецепта»)
- 1998 — Здесь рассвет
- 2008 — Три дома
- 2011 — Будь со мной
- 2013 — Мандарины
- 2019 ― Антон: тайна Троцкого и русская революция

### Продюсер
- 2013 — Мандарины